# 哈灵塞
哈灵塞是奥地利下奥地利州根瑟恩多夫县的一个市镇。总面积27.11平方公里，总人口1171人，人口密度43.2人/平方公里（2005年）。